# Donato Coco
Pour les articles homonymes, voir Coco.
Donato Coco, né en 1956 à Foggia, dans la région des Pouilles, en Italie, est un designer automobile italien.

## Biographie
Donato Coco étudie l'architecture à Besançon en France, et obtient un Master en design automobile au Royal College of Art de Londres.

## Réalisations
- Citroën ZX Paris Dakar
- Citroën Xsara[réf. souhaitée]
- Citroën Xsara Picasso[1]
- Citroën C3 Lumière concept
- Citroën C3 Air concept
- Citroën C3 Pluriel "démonstrateur" concept
- Citroën C2
- Citroën C3
- Citroën C3 Pluriel[2]
- Citroën C1
- Ferrari F458 Italia
- Ferrari California[3]
- Ferrari F430 Scuderia
- Ferrari F430 Spider 16M
- Ferrari 599XX
- Ocqueteau RC10[4]

## Postes occupés
- 1983-2005 - Citroën
- 2005 - Directeur du design et du développement au sein de Ferrari[5];
- 2009-novembre 2014 - Directeur du Design au sein du Groupe Lotus plc[6].